# 谢翱墓
谢翱墓，位于中国广东省汕头市潮南区井都镇古埕村，现为潮南区文物保护单位，类型为古墓葬，公布时间为2001年3月2日。
谢翱墓的历史年代为宋代。